# Salinas Grandes (centro de Argentina)
Salinas Grandes (llamadas también Desierto de las Salinas hasta mediados del siglo XIX) es un extenso salar ubicado en el centro–noroeste de la República Argentina, que se extiende por las fronteras de cuatro provincias (Córdoba, Catamarca, La Rioja y Santiago del Estero) con una extensión de 6000 km² (o 3728 mi²), a una altitud que varía entre 150 y 210 m s. n. m.

## Ubicación

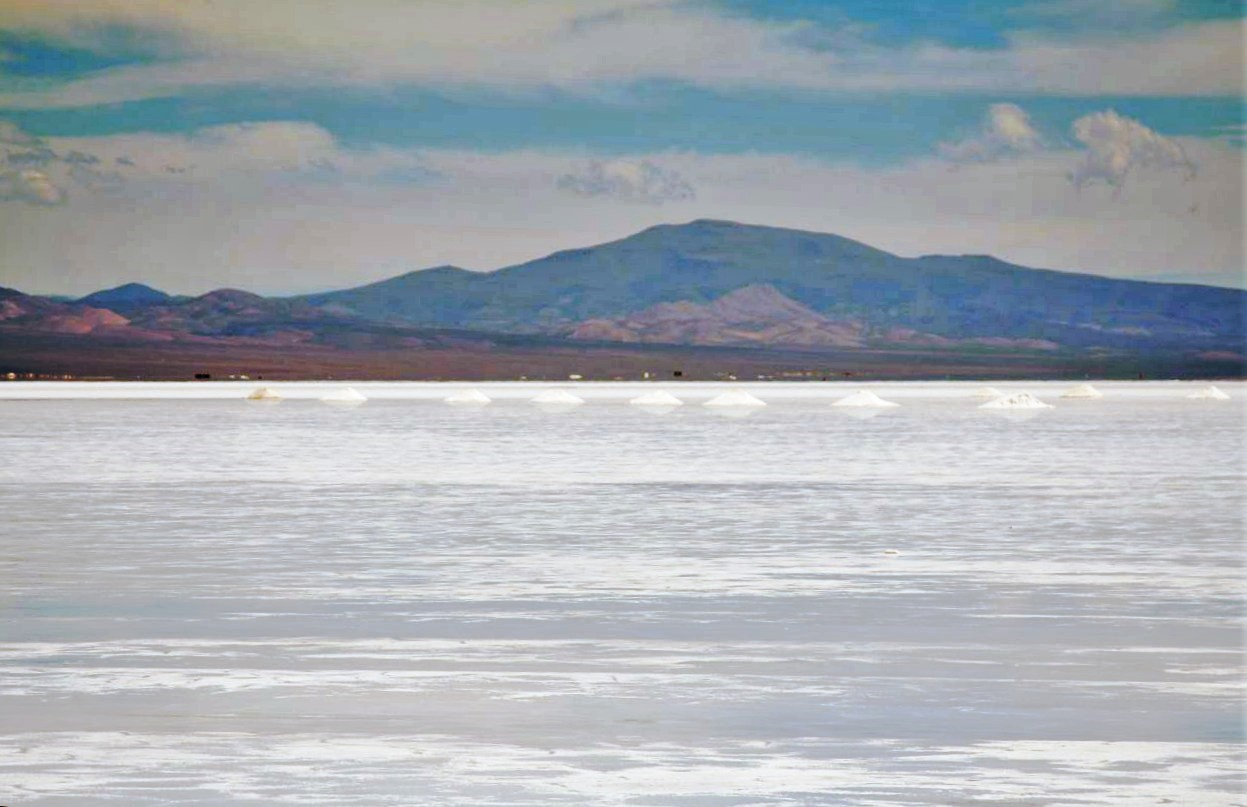
Salinas grandes.

Las Salinas Grandes forman la mayor parte y el núcleo de la geográficamente llamada Cuenca Saliniana ya que ocupan el nivel de base de una vasta cuenca endorreica poco avenada y poco humectada que señala uno de los límites meridionales perceptibles (el sudoeste) del Chaco Austral. Tal cuenca endorreica se extiende por los confines del noroeste de la argentina provincia de Córdoba, en donde señala una suerte de línea interprovincial ecológica; el sudeste de La Rioja, el sursudeste de la provincia de Catamarca y el suroeste de la provincia de Santiago del Estero. En la actualidad las líneas limítrofes entre las provincias reseñadas forman una poligonal geodésica que busca aproximarse a las líneas y puntos más bajos de la cuenca de las Salinas Grandes.
El centro aproximado de tal gigantesco salar (cuyos límites varían pulsátilmente según los hemiciclos húmedo/secos) se ubica hacia las coordenadas 29°53′S 64°59′O / -29.883, -64.983.
Casi inmediatamente al sur de tal centro se extiende longitudinalmente una brecha de falla tectónica en la cual tienden a acumularse las aguas pluviales procedentes de las sierras del entorno, en especial las que procedentes de las Sierras de Córdoba bajan por los ríos de Cruz del Eje y su casi paralelo Pichanas los cuales discurren de sureste a noroeste. En la zona noroeste de los departamentos cordobeses de Cruz del Eje, Ischilín y Tulumba las Salinas Grandes, al formarse una cuenca artesiana, suelen estar cubiertas por una muy somera capa de agua, especialmente durante el invierno meridional o durante los hemiciclos húmedos, dando lugar a extensas aunque muy poco profundas explayadas lagunas (de aproximadamente 10 cm de profundidad) que se desecan fácilmente.
En el sector meridional que es correspondiente a la provincia argentina de Córdoba, con un área de 190 000 hectáreas a fines de siglo XX se ha creado la Reserva de uso múltiple Salinas Grandes y casi en el centro de la misma un oasis boscoso y arbustivo: la Reserva Monte de las Barrancas.

## Origen
El origen geológico de este gran salar va asociado a la existencia de la gran laguna de Mar Chiquita, es decir, una falla tectónica reactivada que deja expuesta el lecho de un antiguo fondo marino, con la gran diferencia de que en las Salinas Grandes no existen suficientes afloramientos ni aportes regulares de aguas como para crear un gran lago salado o un mar interior. Ocurre casi todo lo opuesto, el área es de un clima continental muy extremo y especialmente muy seco en el cual las lagunas formadas por las escasas aguas esporádicas, torrenciales y freáticas que, como el río Soto, descienden desde las serranías circundantes ( Sierras de Córdoba, las catamarqueñas de Ancasti o la riojana Sierra Brava) son una excepción a la regla.
La falla geológica por la cual se extienden las Salinas Grandes tiene una dirección noreste–suroeste.
En ciertas zonas se forman médanos sobre los cuales crecen arbustos psamófilos como el jume asociado con cactus, en menor medida árboles como los algarrobos, chañares y algunos ejemplares de quebracho blanco.
En cuanto a los recursos económicos, de las Salinas Grandes se extraen minerales como el cloruro de sodio, el sulfato de sodio, el potasio y, en menores proporciones, el bórax; tales minerales se encuentran formando una costra casi cristalizada sobre el terreno substrato y se han originado en gran medida merced a la sedimentación y luego evaporación de las aguas fluviopluviales cargadas de minerales.

## Fisiografía
El paisaje produce impresiones paradojales: el clima, ya se ha dicho, es muy continental y muy seco con temperaturas veraniegas que fácilmente superan los 45 °C formando una casi constante área ciclónica. Sin embargo el paisaje en grandes sectores parece recordar "visualmente" a un extenso campo nevado (de hecho ocurren rarísimas nevadas en los inviernos); por el contrario, durante las épocas de inundación, especialmente en el sector sudeste y en las zonas de Ambargasta, la superficie de las salinas presenta un aspecto espejado de aguas muy calmas que reflejan los arreboles del cielo y forman un muy peculiar bioma, estos son algunos de los motivos por los cuales las Salinas Grandes hayan sido propuestas para crear en ellas un parque nacional (en la actualidad existe un pequeño parque natural provincial en el sector cordobés, el del Monte de las Barrancas). Se recomienda a todo turista (ya que la zona es ideal para el turismo de aventura) y viajero en general que, al transitar por esta región, utilice gafas obscuras con filtros U.V. y cubran las partes expuestas de sus cuerpos con adecuados factores de protección solar, y que se asegure una buena hidratación.
Se cree que si se le suma la superficie de las casi inmediatas Salinas de Ambargasta y otras adyacentes como las de San Bernardo, y La Antigua, alcanzan un total de unos 30 000 km², lo que la convierte en la mayor área de salares del planeta.[cita requerida]

## Clima
El clima es muy continental con grandes amplitudes térmicas de ritmo día / noche y de ritmo estacional (la latitud en la cual se ubican hace que sean notorias las diferencias entre los muy calurosos días de verano y los frecuentemente fríos días de invierno); sin embargo una de las mayores singularidades climáticas de la Cuenca de las Salinas Grandes del Centro de Argentina es que debido a sus características posee una gran sequedad atmosférica con una elevadísima heliofania y consecuentemente se crea en verano un centro de baja presión atmosférica generándo así un área ciclónica (aunque las grandes tormentas no se produzcan precisamente sobre las Salinas) y también un consecuente polo de calor en América del Sur, aunque a muy poca distancia (especialmente hacia el sudeste) el clima predominante sea templado.

## Transporte
Se puede tener acceso a través de la Ruta Nacional 157 en la localidad de San José de Las Salinas. También por Ruta provincial 100 y Camino 306, enlazando con caminos rurales que atraviesan las salinas de sur a norte, hasta unirse con la Ruta provincial Nº156 en la provincia de Catamarca.

## Poblados cercanos
- San José de Las Salinas
- El Quimilo
- Cruz del Eje
- Guanaco Muerto
- Lucio V. Mansilla
- Recreo